# Мінаєв Ігор Євгенович
Мінаєв Ігор Євгенович — радянський, український і французький режисер театру і кіно, сценарист. 

## Життєпис
Народився 15 січня 1954 року в Харкові. Закінчив Київський державний інститут театрального мистецтва ім. І. Карпенка-Карого (1977, режисерський курс факультету кінематографії, майстерня В. Небери).
Співпрацює зі сценаристом Ольгою Михайловою.
Після постановки короткометражного фільму "Гість" на Одеській кіностудії, що зазнав нищівної критики керівництва, був позбавлений можливості знімати впродовж кількох років. 
1988 року емігрував до Франції.
В 1990-х та на початку 2000-х знімав фільми у Франції (франко-російська копродукція). В 2005 році поставив мюзикл про Любов Орлову та Григорія Александрова «Далеко від Сансет бульвару», знятий в Києві на потужностях кіностудії імені О.Довженка. 
В 2018 році створив на архівному матеріалі документальний фільм «Какофонія Донбасу», що досліджує кіногенез радянської міфології Донбасу. 
Ставив спектаклі в паризьких театрах («Історія солдата» (1995, Аудиторія Сен-Жермен, Париж); «Флорентійські ночі» (1995, Театр 13, Париж).

## Фільмографія
- «Чайка» (1977, к/м)
- «Срібна далина» (1978, к/м)
- «Гість» (1980, к/м, не вийшов на екран)
- «Телефон» (1985, к/м. Приз дитячого журі Московського міжнародного кінофестивалю-1987)
- «Холодний березень» (1987)
- «Перший поверх» (1990)
- «Підземний храм комунізму» (1990)
- «Повінь» (1993)
- «Місячні галявини» (2002)
- «Далеко від Сансет бульвару» (2005)
- «Блакитна сукня» (2016)
- «Какофонія Донбасу» (2018)
- «Ізоляція» (2021)

## Фестивалі та премії[2]
- 1987: МКФ в Москві — Приз дитячого журі за найкращий короткометражний фільм («Телефон», 1985)
- 1988: Всесоюзний кінофестиваль — Премія за найкращу режисуру («Холодний березень», 1987)
- 1990: КФ «Золотий Дюк» в Одесі — Диплом журі за режисуру («Перший поверх», 1990)
- 1993: Відкритий кінофестиваль «Кіношок» в Анапі — Приз за кінематографічну культуру («Повінь», 1993)
- 2002: Відкритий кінофестиваль «Кіношок» в Анапі — Гран-прі «Золота лоза» за найкращий повнометражний фільм («Місячні галявини», 2002)[3]
- 2006: XIV фестиваль російського кіно у французькому Онфлерi — Гран-прі отримала картина режисера Ігоря Мінаєва «Далеко від Сансет бульвару» (2005) і Приз за найкращий сценарій (у співавт. з О. Михайловою)[4]